# Nagroda im. ks. bp. Romana Andrzejewskiego
Nagroda im. bp. Romana Andrzejewskiego – polska nagroda ustanowiona w 2004 roku przez Fundację Solidarna Wieś, w celu uhonorowania osób zasłużonych w pracy i działaniach na rzecz rozwoju kulturalnego i gospodarczego rolnictwa, wsi i małych miast. Laureaci otrzymują statuetki w kształcie kłosów zboża, dyplom i nagrodę pieniężna. Patronem tego wyróżnienia jest bp Roman Andrzejewski, z którego inicjatywy powstała Fundacja Solidarna Wieś.

## Laureaci[3]
- Andrzej Stelmachowski (2004)
- Maria Joanna Radomska (2005)
- Józef Glemp (2006)
- Bogusław Bijak (2007)
- Alojzy Orszulik (2008)
- Maria Stolzman (2009)
- Barbara Fedyszak-Radziejowska (2010)
- Roman Kluska (2011)[4]
- Josef Rottenaicher (2012)
- Józef Michalik (2013)
- Alojzy Szymański (2014)[2]
- Stanisław Jaromi (2015)[5]
- Kazimierz Kaczor (2016)[6]
- Jacek Hilszczański (2017)[7]
- Państwowy Zespół Ludowy Pieśni i Tańca „Mazowsze” (2018)[8]
- Henryk Hoser (2019)[9]
- Niezależny Samorządny Związek Zawodowy Rolników Indywidualnych „Solidarność” (2020)[10]
- ks. prał. Czesław Sadłowski (2021)[11]
- Janusz Byliński (2022)[12]
- Zespół Szkół nr 3 im. Stanisława Staszica we Włoszczowie (2023)[13]
- ks. prof. dr hab. Stanisław Sojka (2024)[14]